# Far Out Magazine
Far Out Magazine — британский онлайн-журнал, посвящённый независимой и альтернативной культуре, основанный в 2010 году. В издании публикуются обзоры музыкальных альбомов, фильмов и событий в мире искусства, а также связанные с этим интервью и подобранные экспертами плейлисты. Штаб-квартира журнала находится в Лондоне.

## История
Журнал Far Out Magazine был основан в 2010 году Ли Томасом-Мэйсоном, студентом столичного университета Лидса. Вскоре после этого Джек Уотли стал редактором веб-сайта, поскольку оба имели схожие взгляды и желание продвигать контент на новые группы потребителей. До этого, Ли Томас-Мейсон работал спортивным репортёром британских изданий Sky Sports, Daily Mirror и Metro.
Изначально сфокусировавшись на андеграундных исполнителях и независимых музыкальных площадках с использованием подхода гонзо-журналистики, в 2013 году Far Out Magazine расширил штат и начал освещать кино, а затем включил авторские колонки о путешествиях, искусстве и фотографии.
В 2017 году журнал Far Out Magazine стал партнером благотворительной организации по предотвращению самоубийств CALM.
В 2021 году Far Out Magazine объявил о начале медиа-партнерства с Британским институтом кино (BFI), сосредоточив внимание на работе гонконгского режиссера Вонга Карвая.